# Vauxite
La vauxite est une espèce minérale du groupe des phosphates et du sous-groupe des phosphates hydratés sans anions étrangers, de formule Fe2+Al2(PO4)2(OH)2 · 6H2O.

## Découverte et étymologie
La vauxite a été décrite en 1922 par Samuel George Gordon (1897-1952) ; elle fut nommée ainsi en l'honneur de George Vaux Jr (1863-1927), avocat américain et grand collectionneur de minéraux.

## Topotype
- Siglo Veinte Mine (Siglo XX Mine; Llallagua Mine; Catavi), Llallagua, Province de Rafael Bustillo, Département de Potosí, Bolivie[2]
- Les échantillons de référence sont déposés au National Museum of Natural History de Washington aux États-Unis.

## Cristallographie
- Paramètres de la maille conventionnelle : a = 9,142 Å, b = 11,599 Å, c = 6,158 Å, α = 98,29 °, β = 91,93 °, γ = 108,27 °, Z=2, V = 611,42 Å3
- Densité calculée = 2,40

## Cristallochimie
La vauxite sert de chef de file à un groupe de minéraux isostructuraux.

### Groupe de la vauxite
- Gordonite MgAl2(PO4)2(OH)2,8H2O, {\displaystyle P{\bar {1}}}; {\displaystyle {\bar {1}}}
- Kastningite (Mn2+,Fe2+,Mg)Al2(PO4)2(OH)2,8H2O, {\displaystyle P{\bar {1}}}; {\displaystyle {\bar {1}}}
- Maghrebite MgAl2(AsO4)2(OH)2,8H2O, {\displaystyle P{\bar {1}}}; {\displaystyle {\bar {1}}}
- Mangangordonite (Mn2+,Fe2+,Mg)Al2(PO4)2(OH)2,8H2O, {\displaystyle P{\bar {1}}}; {\displaystyle {\bar {1}}}
- Paravauxite Fe2+Al2(PO4)2(OH)2,8H2O, {\displaystyle P{\bar {1}}}; {\displaystyle {\bar {1}}}
- Sigloïte Fe3+Al2(PO4)2(OH)3•5(H2O), {\displaystyle P{\bar {1}}}; {\displaystyle {\bar {1}}}
- Vauxite Fe2+Al2(PO4)2(OH)2,6H2O, {\displaystyle P{\bar {1}}}; {\displaystyle {\bar {1}}}

## Gîtologie
- La vauxite est un minéral secondaire dérivant de l'altération de l'apatite
- Les échantillons type venaient de veines hydrothermales d'étain.

## Minéraux associés
- Wavellite, paravauxite, marcassite, métavauxite, childrenite.

## Habitus
La vauxite se trouve le plus souvent sous la forme de cristaux tabulaires sur {010}, allongés selon [001] ou [101], mais aussi sous la forme d'agrégats radiés ou subparallèles ou sous masses nodulaires.

## Gisements remarquables
La vauxite est un minéral rarissime, qui ne se trouve qu'en Bolivie, et seulement dans trois gisements. D'ailleurs, ce n'est que récemment que le gisement de Huanuni a été découvert.
- Bolivie

Siglo Veinte Mine (1) Siglo XX Mine; 2) Llallagua Mine; Catavi), Llallagua, Province de Rafael Bustillo, Département de Potosí 
Huanuni, Province de Pantaléon Dalence, Département d'Oruro

## Galerie

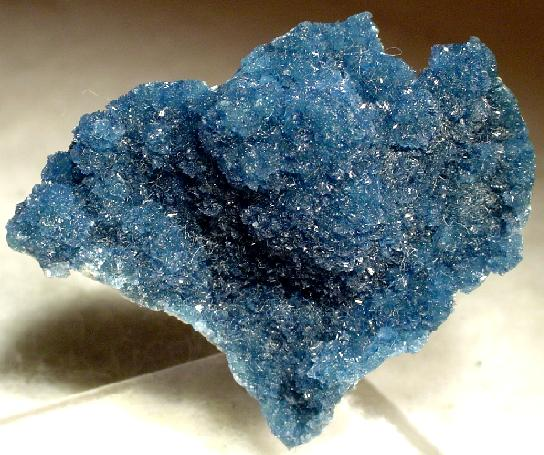
Vauxite, Siglo Veinte Mine (Siglo XX Mine; Llallagua Mine; Catavi), Llallagua, Province de Rafael Bustillo, Département de Potosí, Bolivie, 3.5 x 3.0 x 1.0 cm
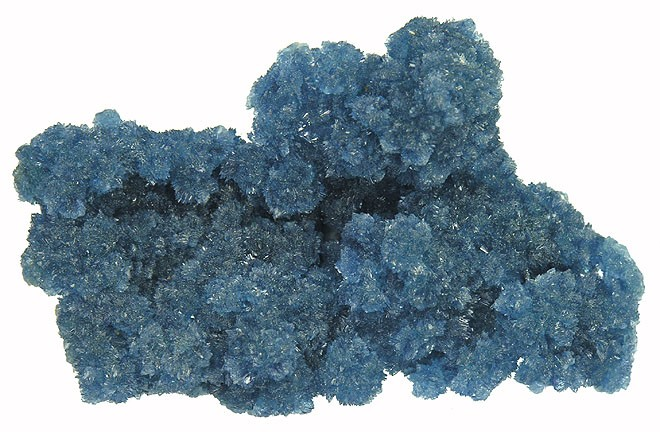
Siglo Veinte Mine, 3.2 x 2.2 x 0.6 cm.
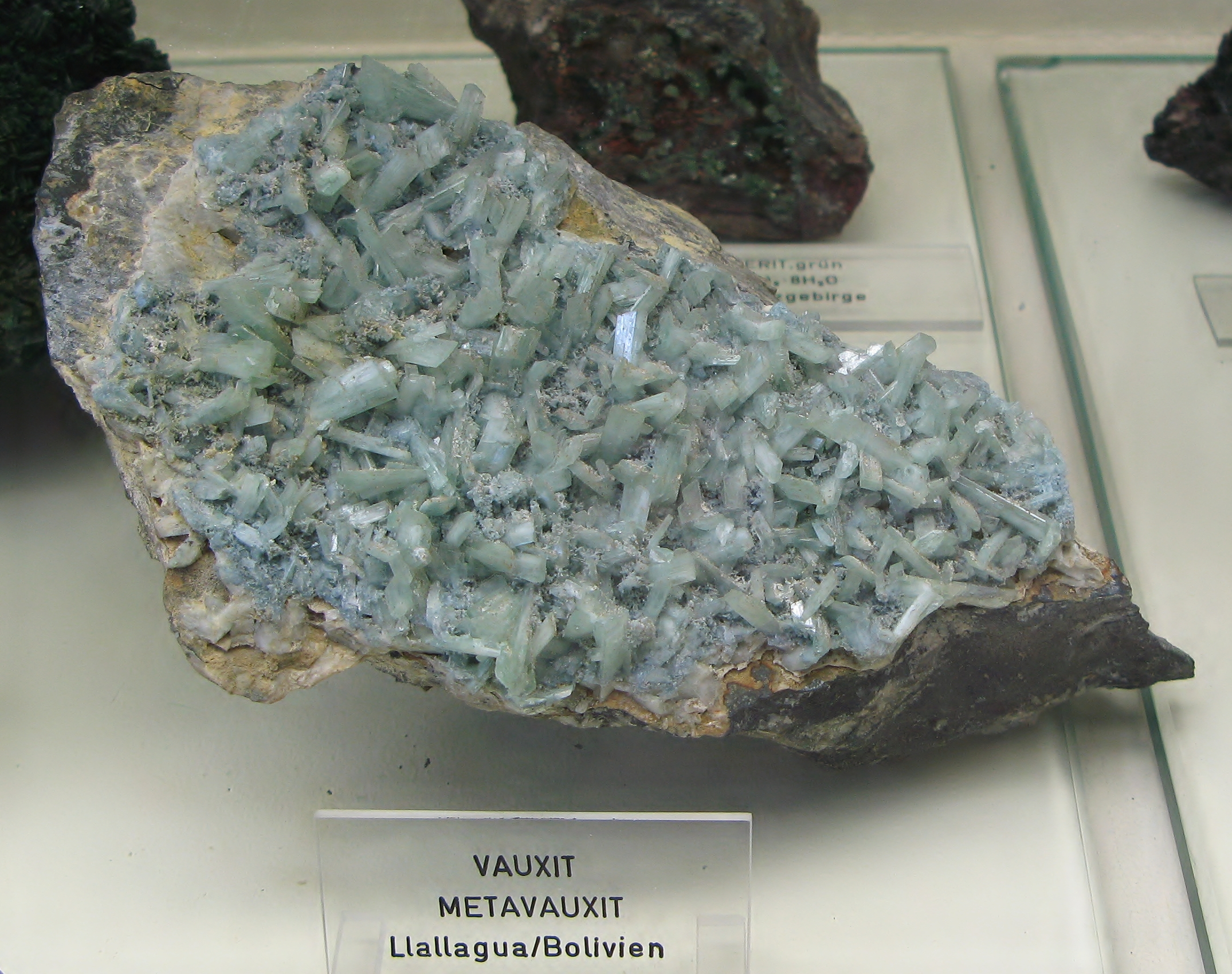
Vauxite et métavauxite, localité-type
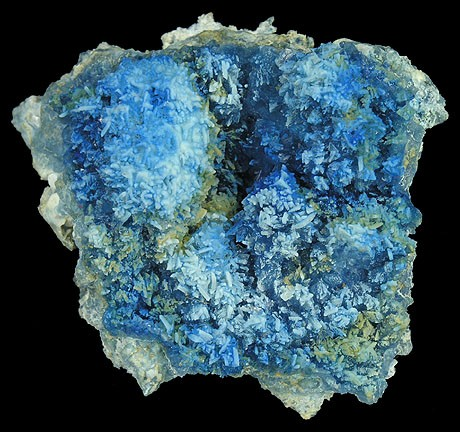
Vauxite bleue et paravauxite vert pâle, Siglo Veinte Mine, Bolivie, 3.6 x 3.2 x 1.1 cm.